# 郑在源
郑在源（韩语： Chung Jaewon，2001年6月21日—）生于首尔，是一名韩国男子速度滑冰运动员。他的哥哥同样也是一名速度滑冰选手，两人相差两岁，也一同参加过2018年平昌冬奥。郑在源在小学一年级时受哥哥影响开始练习速度滑冰，在小学五年级和初中一年级时他遭遇伤病，差点放弃速度滑冰，后来，他的技术有所提升，也受到更多的关注。2017年，他加入了韩国国家队。